# Vivian Ramón Pita
Vivian Ramón Pita (2 de mayo de 1963) es una Gran Maestro Femenino de ajedrez cubana.
Fue la primera cubana en alcanzar la categoría de Gran Maestra Internacional femenina en el año 1998. 

## Resultados destacados en competición
Fue siete veces campeona de Cuba femenina de ajedrez en los años 1982, 1984, 1989, 1990, 1991, 1998 y 2000.
Participó representando a Cuba en las Olimpíadas de ajedrez en nueve ocasiones, en los años 1984, 1986, 1988, 1990, 1996, 1998, 2000, 2002 y 2004.